# Pijnackeria hispanica
Pijnackeria hispanica és una espècie d'insecte fàsmid de la família dels diaferomèrids. Fa de 53 a 58 mm de llargada i és de color verd o marró. De dia, són difícils de detectar, ja que tenen activitat durant la nit. S'alimenta de la ginesta d'escombres i es troba a tota l'Europa mediterrània. A les illes Balears és poc freqüent.